# اچ‌ام‌اس جامائیکا (۴۴)
اچ‌ام‌اس جامائیکا (۴۴) (به انگلیسی: HMS Jamaica (44)) یک کشتی بود که طول آن ۵۵۵ فوت ۶ اینچ (۱۶۹٫۳ متر) بود. این کشتی در سال ۱۹۴۰ ساخته شد.